# Song of the Thin Man
 Song of the Thin Man és una pel·lícula estatunidenca dirigida per Edward Buzzell, estrenada el 1947.

## Argument
En el sisè i últim lliurament de les pel·lícules sobre Thin Man, Nick (William Powell) i Nora Charles (Myrna Loy) investiguen sobre el misteriós assassinat del director d'una banda de jazz, Tommy Drake (Phillip Reed). La policia de seguida centra el seu objectiu en el propietari d'un vaixell d'apostes, Phil Brant (Bruce Cowling), que volia fer fracassar la banda de Drake. També entre els molts i variats sospitosos hi ha: La nova dona de Phil, de l'alta societat, Janet Thayar (Jayne Meadows); el vocalista voluptuós de la banda, Fran Page (Gloria Grahame); i el clarinetista Buddy Hollis (Don Taylor). Amb l'ajuda de "Clinker" Krause (Keenan Wynn) i el terrier Asta, Nick i Nora poden reunir aviat tots els sospitosos en la reobertura de l'establiment de joc flotant.

## Repartiment
- William Powell: Nick Charles
- Myrna Loy: Nora Charles
- Keenan Wynn: Clarence 'Clinker' Krause
- Dean Stockwell: Nick Charles Jr.
- Phillip Reed: Tommy Edlon Drake
- Patricia Morison: Phyllis Talbin
- Leon Ames: Mitchell Talbin
- Gloria Grahame: Fran Ledue Page
- Jayne Meadows: Janet Thayar
- Ralph Morgan: David I. Thayar
- Bess Flowers: Jessica Thayar
- Don Taylor: Buddy Hollis
- Warner Anderson: Dr. Monolaw
- Marie Windsor: Helen Amboy

i Asta el gos

## Al voltant de la pel·lícula
- Rodatge de gener a març de 1947.[1]
- Sisena i última part de la sèrie dels Thin man.
- Última aparició del duo Myrna Loy - William Powell a la pantalla.
- Myrna Loy, que era la seva última actuació amb la MGM, va declarar que havia detestat la pel·lícula i que aquesta última part de la sèrie Thin man hauria merescut una millor sort.[2]